# Alpes Poeninae
Alpes Poeninae is de Latijnse naam van een voormalige Romeinse provincie in de Alpen. De provincie Alpes Poeninae was de derde en laatste van de drie miniprovincies die de Alpen rijk waren, samen met Alpes Cottiae en Alpes Maritimae. Van de drie lag Alpes Poeninae het verst verwijderd van de Middellandse Zee.
De volledige naam, onder het Romeinse Keizerrijk, was Alpes Graiae et Poeninae. Immers, keizer Claudius voegde het weinig bevolkte gebied van de Grajische Alpen toe aan het gebied van de Penninische Alpen, kennelijk om eenzelfde administratieve controle te hebben over de Grote Sint-Bernhardpas en de Kleine Sint-Bernhardpas. Voor beide bergpassen vertrokken de Romeinen steeds vanuit Augusta Praetoria Salassorum of Aosta, een van de weinig versterkte Romeinse steden in het Alpengebied.

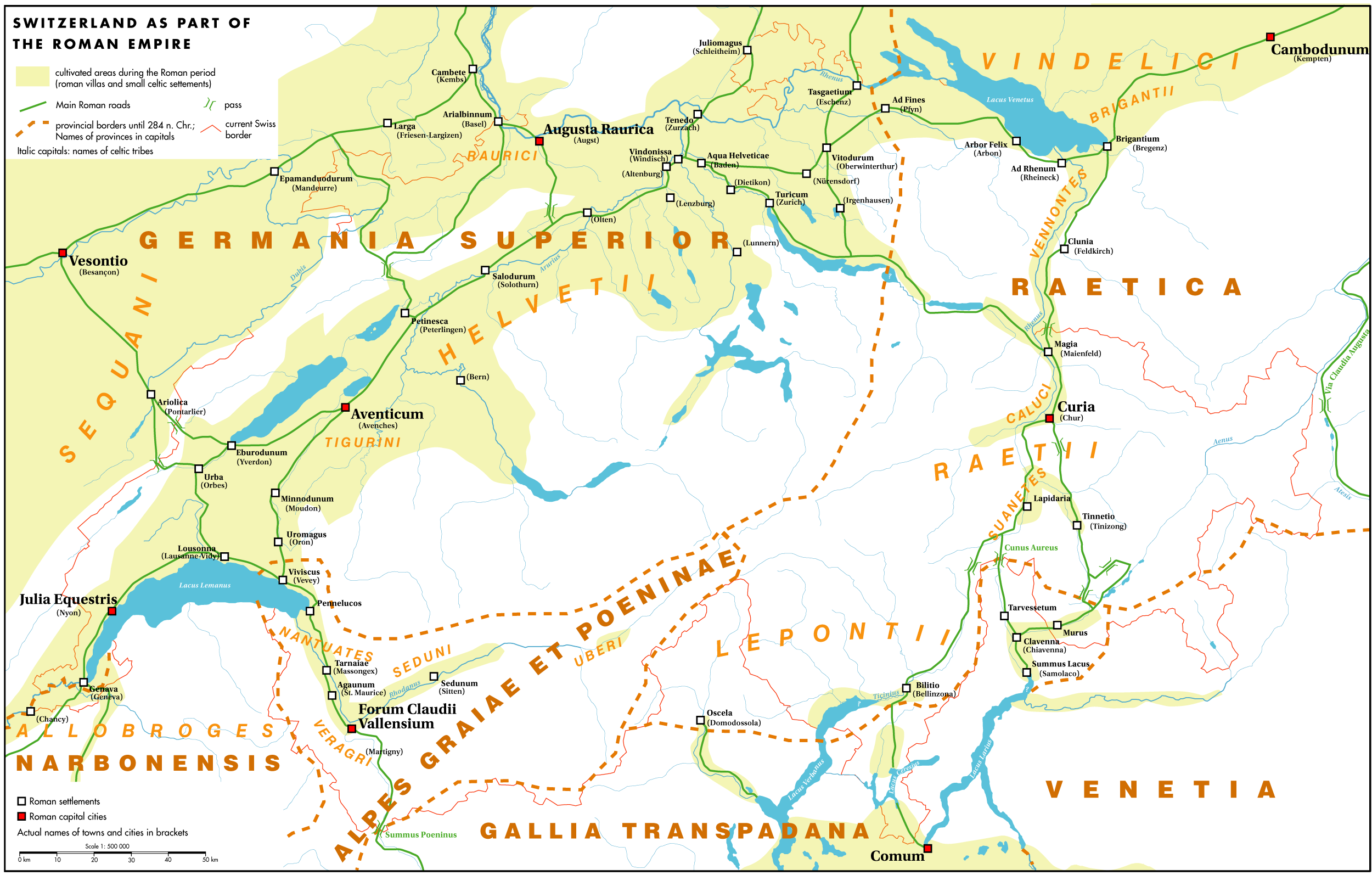
bergprovincie Alpes Graiae et Poeninae

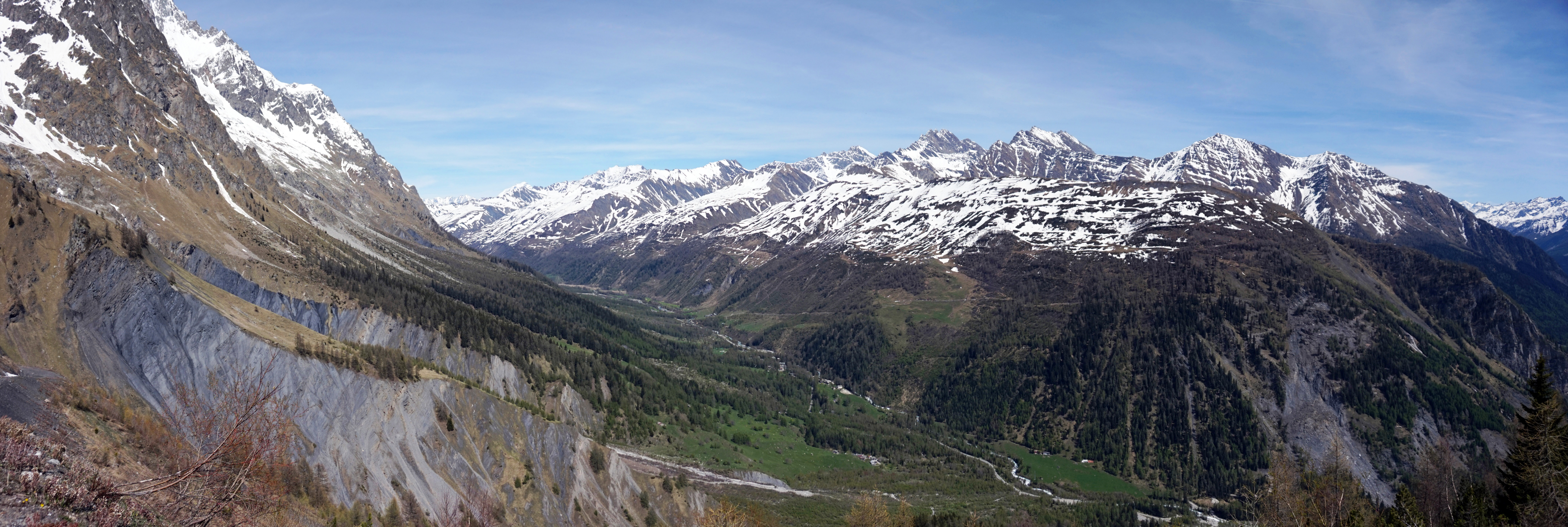
Vanuit Italiaans standpunt: links de Grajische Alpen en rechts de Penninische Alpen, gescheiden door Val Ferret

## Ligging
- De Alpes Graiae, de Grajische Alpen, liggen vandaag op Frans en Italiaans grondgebied. Met de kleine Sint-Bernhardpas was het voor de Romeinen de doorgang van Aosta, oude hoofdplaats van de Salassi westwaarts naar het land van de Ceutrones (vandaag Savoie) in Gallia. De hoofdplaats van Alpes Graiae was Darantasia, vandaag Moûtiers in Frankrijk.
- De Alpes Poeninae, de Penninische Alpen, liggen vandaag op Zwitsers en Italiaans grondgebied. Met de grote Sint-Bernhardpas was het voor de Romeinen de doorgang door het oude gebied van de Salassi noordwaarts door de Alpen, naar de hoofdplaats van de provincie Alpes Poeninae, namelijk de stad Forum Claudii Vallensium (vandaag Martigny in het Zwitserse kanton Wallis).

## Geschiedenis in relatie met Raetia
Anders dan de andere twee miniprovincies was Alpes Graiae et Poeninae niet van strategisch belang. Waar de andere twee werden veroverd om een landroute naar Gallië veilig te stellen, werd deze provincie veroverd omdat ze in de weg lag. Ook het grondgebied interesseerde de Romeinen niet, enkel de bergpassen, voor zover ze tijdens de zomermaanden toegankelijk waren voor karren. Volgens Titus Livius woonden er 4 belangrijke stammen op het grondgebied der Alpes Poeninae: de Veragres, Sedunes, Nantuates en de 4de. is onbekend. Livius beschreef de inwoners als half-Germaans.
Toen Tiberius en Drusus in 15 v.Chr. de hele Alpen bij het Romeinse Rijk voegden, zagen beide veldheren de provincie als een doorgang naar Raetia, het huidige Oost-Zwitserland. Daarom werden de 4 stammen eerst bestuurlijk bij die provincie gerekend. Toch behielden de stammen een verregaande vorm van autonomie, wat zeer ongewoon was voor de Romeinen.
Rond 47 stichtte Claudius de Romeinse kolonie Forum Claudii Vallensium, nabij het Keltische Octodurus. Die kolonie werd de hoofdstad van de provincie Alpes Poeninae. Rond die datum werden de 4 stammen ook bijeengevoegd tot 1 grote stam: de Civitas vallensis. Vallensis was een plaatselijk naam.
De echte datum van de stichting van de aparte provincie Alpes Poeninae en afscheiding van Raetia blijft onduidelijk. Er zijn namelijk geen documenten teruggevonden die daarover handelen. Meestal wordt het jaar 47 genomen, aangezien toen de hoofdstad werd gesticht. Anderen denken dat die splitsing er pas in de 2de helft van de 2e eeuw is gekomen.
Op de plaats waar nu Martigny ligt, lag de plaats Forum Claudii Vallensium. Het gebied werd door de Kelten beïnvloed, in het Keltisch heette het Octoduros. Van deze oude stad zijn nu nog delen in en rond de Fondation Gianadda terug te vinden.

## Etymologie vanPoeninae
De naam van deze provincie is een etymologisch mysterie. Waar Alpes vandaan komt is duidelijk: de provincie lag namelijk in de Alpen, waarvan de Latijnse naam Alpes was. Over Poeninae bestaat er echter grote onzekerheid. Zelfs in de oudheid werd daarover gediscussieerd. Er zijn twee plausibele hypotheses:
1. Volgens Le grand Gaffiot, een bekend Frans woordenboek voor Latijn heeft de naam te maken met poenicus, deze naam gaven de Romeinen aan de Feniciërs. De regio zou die naam hebben gekregen omdat Hannibal tijdens de Tweede Punische Oorlog op deze plaats door de Alpen trok, maar Titus Livius weerspreekt dit.
2. De andere hypothese zegt dat poeninae afkomstig is van de Keltische god Penn. Die god had een relatief grote aanhang in deze regio en had een heiligdom op de Grote Sint-Bernhardpas.

## Twee Alpenwegen
Beide wegen door de Alpen bifurceerden in Aosta, vanuit Rome bekeken.

### Per Alpes Graias

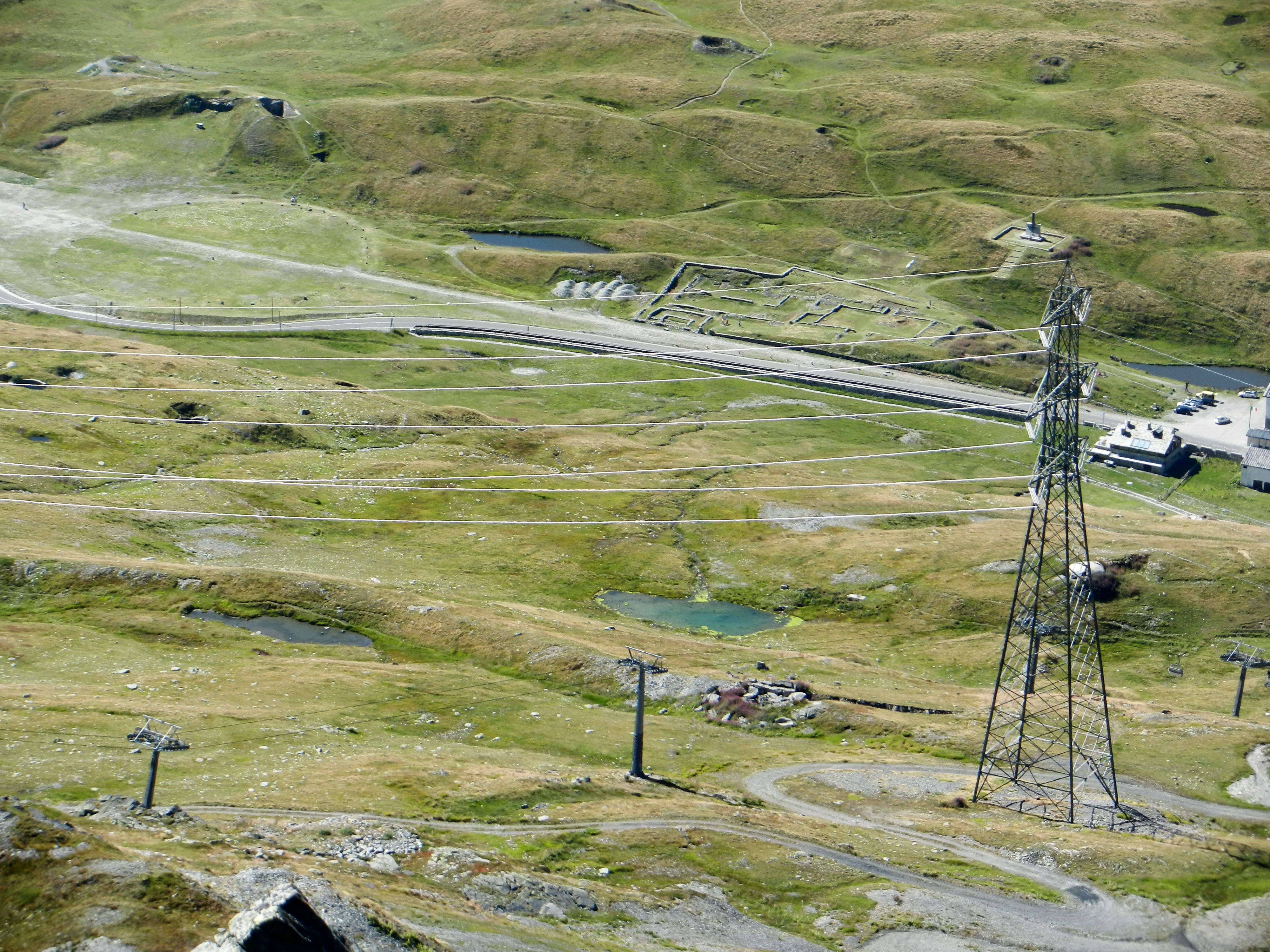
Restanten van Romeinse verblijfplaats in de Kleine Sint-Bernhardpas

De eerste weg liep westwaarts over de kleine Sint-Bernhardpas, Latijn: Iter per Alpes Graias en was de verbinding tussen de Romeinse steden Milaan en Vienne. De belangrijkste etappen waren:
- Mediolanum of Milaan
- Eporedia of Ivrea
- Vitricium of Verrès
- Augusta Praetoria Salassorum of Aosta. De weg richting Kleine Sint-Bernhardpas vertrok vanuit een poort in de westmuur van de stad, genaamd Porta Decumana[8].
- Ariolica of La Thuile
- Kleine Sint-Bernhardpas of Alpis Graia. Hier zijn restanten te vinden van een Romeinse mansio of verblijfplaats voor reizigers[9].
- Bergintrum of Bourg-Saint-Maurice
- Axima of Aîme
- Darantasia of Moûtiers
- Ad Publicanos, gelegen bij Albertville

Van hieruit ging de weg ofwel via Lemnicum of Chambéry over Augmentum of Aoste naar Vienna of Vienne; ofwel noordwaarts naar Argentoratum of Straatsburg.

### Per Alpes Poeninas

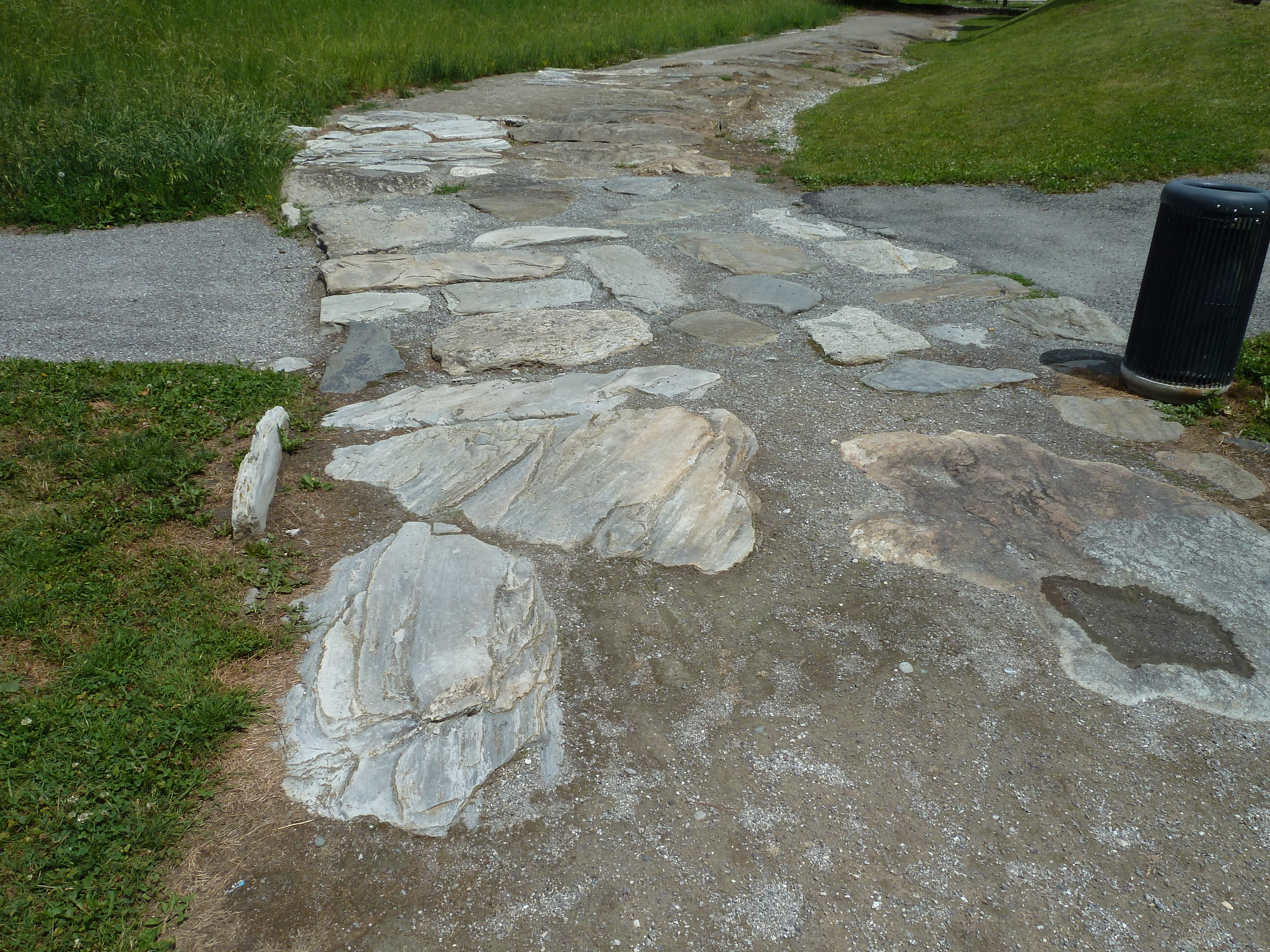
Romeinse resten van weg bij Martigny, de provinciale hoofdstad. Weinig delen van de besproken weg waren aangelegd met stenen.

De tweede weg liep noordwaarts over de grote Sint-Bernhardpas, Latijn: Iter per Alpes Poeninas en was de verbinding tussen de Romeinse steden Milaan en Straatsburg. De belangrijkste etappen waren:
- Mediolanum of Milaan
- Eporedia of Ivrea
- Vitricium of Verrès
- Augusta Praetoria Salassorum of Aosta. De weg richting Grote Sint-Bernhardpas vertrok vanuit de grote poort in de noordelijke muur van de stadswallen, namelijk de Porta Principalis Sinistra.
- Eudracinum of Etroubles
- Grote Sint-Bernhardpas of Summus Poeninus.
- Octodurus of Forum Claudii Vallensium of Martigny
- Tarnaiae of Massongex
- Penneloci of Villeneuve
- Viviscum of Vevey
- Augusta Raurica of Kaiseraugst
- Argentoratum of Straatsburg

## Einde van de provincie
Deze kaart geeft aan hoe de Romeinse provincie Alpes Graiae et Poeninae ten onder ging door Bourgondische verovering.

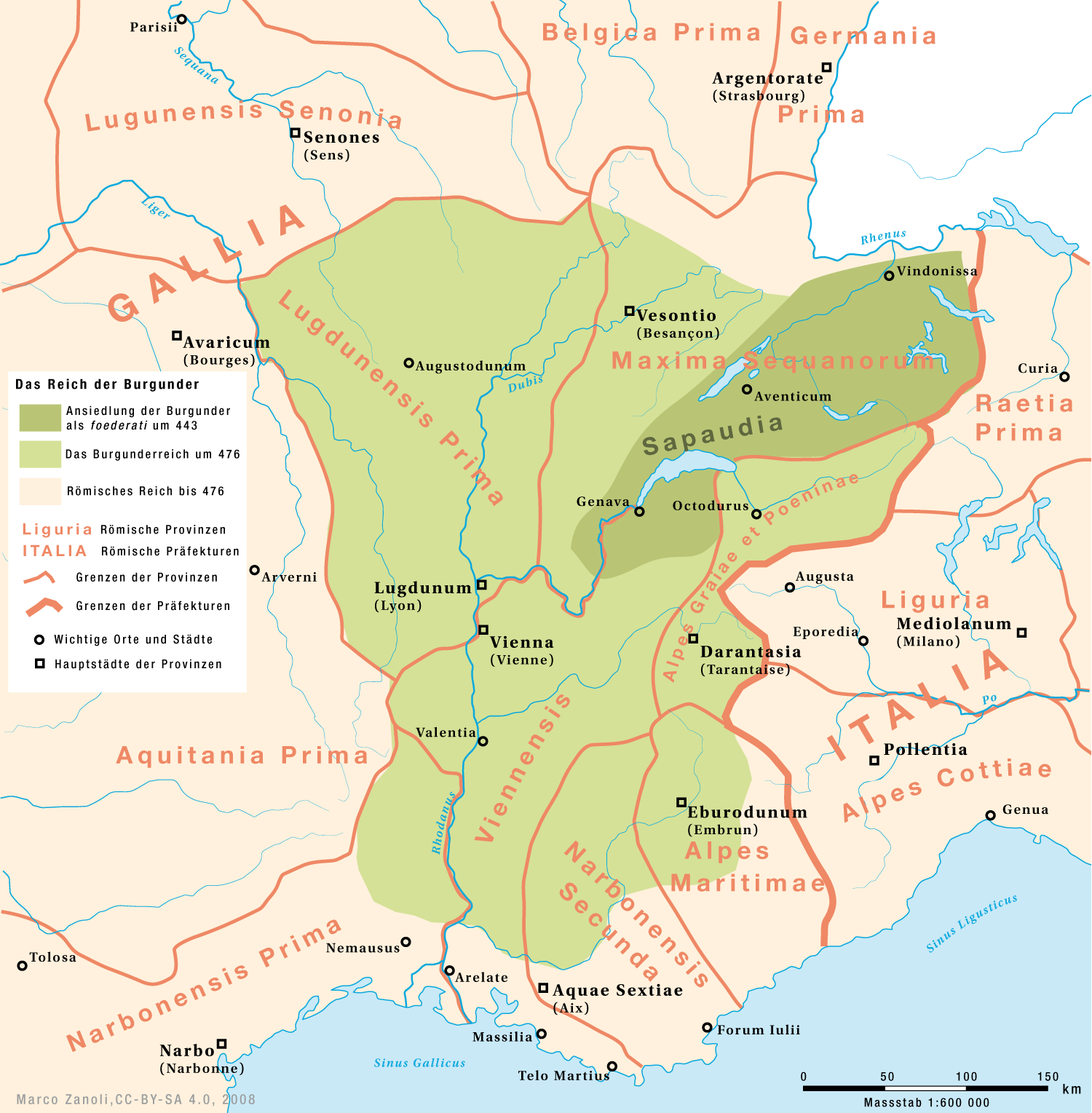

Achaea · Alexandria et Aegyptus · Africa · Alpes Cottiae · Alpes Maritimae · Alpes Poeninae · Arabia Petraea · Armenia Inferior · Asia · Britannia · Cappadocia · Cilicia · Corsica · Creta · Cyprus · Cyrenaica · Dacia · Dalmatia · Epirus · Galatia · Gallia (Aquitania · Belgica · Lugdunensis · Narbonensis) · Germania (Inferior · Superior) · Hispania (Baetica · Lusitania · Tarraconensis) · Italia · Iudaea · Lycaeonia · Lycia · Macedonia · Mauretania (Caesariensis · Tingitana) · Moesië (Inferior · Superior) · Noricum · Numidia · Pannonia (Inferior · Superior) · Pamphylia · Pisidia · Pontus et Bithynia · Raetia · Sardinia · Sicilia · Syria · Thracia

Tijdelijke bezettingen: Germania (7-9 n.Chr.) · Armenia (114-117 n.Chr.) · Assyria (116-117 n.Chr.) · Mesopotamia (115-117 n.Chr.)